# صنایع افغانستان
افغانستان به‌خاطر موقعیت جغرافیای خود بخش مهمی از تمدن‌هایی چون ایران، یونانیان، هند، چین، ترک‌ها، مغولان و اعراب بوده‌است. با ورود ابزار تولید و مهارت تولید این خطه خود به تمدن آغاز نمود؛ که یکی از کانون تمدن بشری تمدن آریایی‌ها می‌باشد چنانچه در حدود سه هزار سال پیش از میلاد مسیح در افغانستان کشاورزی و آبیاری پیشرفته، شهرهای باشکوه، قدرتمند و پرنفوس وجود داشت. در هزار سال اول پیش از میلاد صنایع دستی، مسکوکات، پزشکی، نجوم، نساجی و فلزکاری وجود داشت، که نمایندگی از سطح بلند پیشه‌روی آن زمان را می‌نماید. صنایع افغانستان در زمان باختریان کوشانیان تیموریان و غزنویان رونق بیشتر داشت. این‌گونه تمدن کشورهای همسایه نیز در توسعه صنایع این کشور علاوه گردیده‌است. چنانچه تمدن هخامنشیان، ساسانیان، سامانیان، تیموریان، مغولان هند، هند بریتانیا، چین، سمرقند در توسعه صنایع افغانستان جایگاه خاص خودرا داشته‌است. در حالت کنونی صنعت به سه قسمت تقسیم شده‌است؛ یعنی صنایع دستی، صنایع‌سبک و صنایع‌سنگین می‌باشد که در هر بخش وزارت‌خانه فعالیت داشته‌است.

## تاریخچه

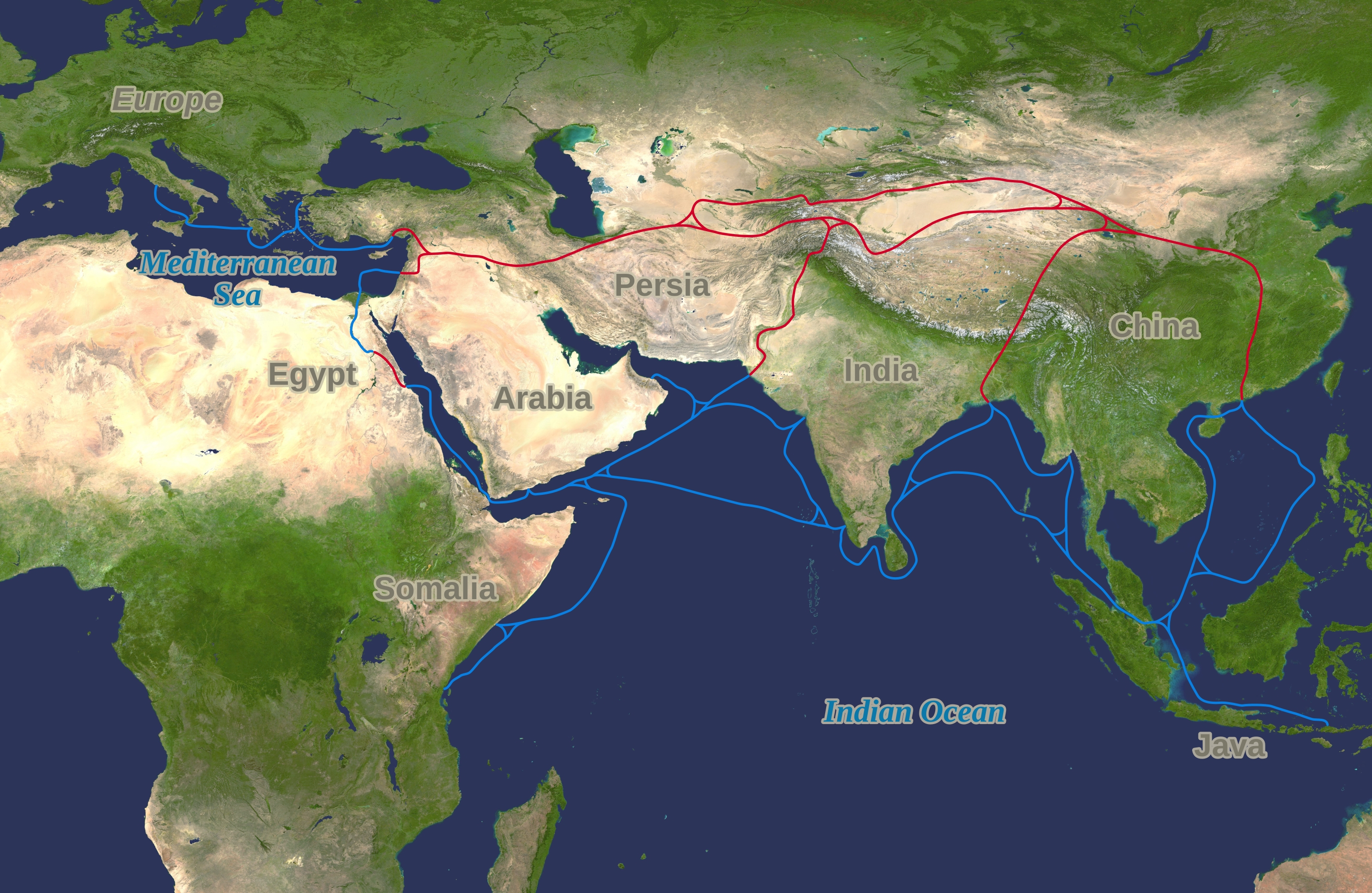
مسیر زمینی و مسیر دریایی جاده ابریشم.

صنایع هنری است که هویت ملیت‌ها و چگونگی سلاطین افغانستان را معرفی می‌دارد. خانم گالینه پوگاچینکوا محقق روسی در سال ۱۹۶۳ صنایع افغانستان را به سه بخش تنظیم نموده‌است. گریکوباختر، دوره طلایی قرون وسطی، دوره درخشان هرات. افغانستان نظر به موقعیت خاص جغرافیایی خود مرکز تمدن‌های عظیم بشری بوده‌است. یکی ازین خصوصیات راه و توقف گاهای راه ابریشم بود. موجودیت چنین راه بزرگ تجارتی جهانی باعث آن گردید تا این کشور پیوند تمدن‌های هند، چین، اروپا، اعراب و بالاخره انگلیس گردد. شاهان که درین کشور فرمان‌روایی کردند و به نشر تمدن‌های شان پرداختند، از اختلاط این تمدن‌ها تمدن جدید به میان آمده‌است. آریایی‌ها در صنعت کشاورزی یونانیان در صنعت معماری صنعت ضرب سکه و مجسمه‌سازی، کوشانیان در صنعت ظریفه حکاکی سنگ‌تراشی کشاورزی تیموریان و دیگر دولت‌های قرون وسطی در معماری شرقی کاشی کاری نقاشی گنبد‌سازی مدارس قلعه ارگ‌سازی راه‌سازی کتاب و میناتوری شاهنامه و شعر سرایی موسیقی و غیره شهرت داشتند. تمدن آریایی‌ها به حیث کانون پنجم تمدن بشری شناخته شده‌است. بخدی از زمان ظهور زردشت الی ورود اعراب شهرت جهانی داشت. صنایع ظریفه در زمان کوشانیان توسعه زیادی نموده بود. آثاری که در سال ۱۳۵۸از طلاتپه و آی خانم بدست آمده‌است به نام گنج باختر شهرت دارد. تیموریان در معماری کشاورزی نقاشی مدارس شهرت داشت. در عهد غزنویان صنایع دستی به بلندترین مدارج پیشرفت و انکشاف خود رسیده‌بود خصوصاً در عهد امپراتوری سلطان محمود غزنوی افغانستان به مرکز علم و صنعت منطقه گردیده بود صنایع معماری کاشی و منسوجات، زرگری، حجاری به اوج ترقی رسیده بودند. صنعت اسلحه‌سازی خصوصاً شمشیر و خنجر آبدار در زمان سلطنت غوریان شهرت به سزای کسب نموده بود. منارجام و مسجد جامع هرات نیز توسط غوریان اساس گذاشته شد بعداً ذریعه تیموریان هرات ترمیم و تغییر شکل یافت. روضه حضرت علی در مزارشریف و مسجد ابو نصر پارسا در بلخ در ایام تیموریان اعمار گردید. در ایام شاهنشاهی درانی توجه به صنایع تولید اسلحه جنگی و معماری مبذول گریده بود. در عصر بابریان کانال کشی و باغداری رونق خوب داشت. باغ شهر آرا و باغ بابر از آن زمان باقی‌مانده‌است.
درقرن ۱۸ افغانستان در گیر دار جنگ بود صنایع دستی پرورش کرم‌ابریشم و بافت پارچه‌های ابریشم بافت قالین نمد و غیره توسعه پیدا کرده بود. در اواخر قرن نزدهم تعمیر ماشین خانه کابل (کارخانه حربی) اعمار گردید که به صورت منظم به تولید اشیای مختلف می‌پرداخت از جمله صنایع اسلحه سازی، ضرب سکه، حکاکی، بوت دوزی، بافت انواع پارچه جات مشغول بود. در اوایل قرن بیستم برعلاوه پیشرفت صنایع ماشینی به صنایع دستی نیز توجه جدی مبذول گردید. صنایع دستی مثل قالین بافی، گلیم بافی، شال بافی و صنایع نساجی دستی دیگر مثل بافتن پارچه‌های پنبه‌ای، پشمی، ابریشمی، حجاری و نجاری، معماری و غیره دولت توجه زیادی داشت. در سال‌های ۱۳۰۵–۱۳۰۶ غرض تشویق تکه‌های داخلی منع پوشیدن البسه خارجی از طرف دولت اعلان گردید؛ که درین صورت صنایع نساجی دستی توسعه خوبی نمود کارخانه‌های نساجی کابل، جبل‌سراج و دستگاه‌های انفرادی صنعت‌گران دستی در مزارشریف بغلان کندز بدخشان، قندهار، جلال‌آباد، کاشی کاری استالف جراب دستکش و ژاکت هزارستان و غزنی کسب موفقیت نموده بود. در سال‌های پس از ۱۳۴۰ افغانستان از لحاظ تولیدات کشاورزی، صنایع دستی، روغن و شکر به یک کشور خود کفا تبدیل گردیده بود. در شمال افغانستان دستگاه‌های تولید تیل کشی، صابون‌سازی، تکه بافی، علافی و بافندگی فرش را در خانه‌های خود رایج ساخته بودند. صنایع ماشینی و دستی در زمان ظاهر خان رونق خوبی داشت در شهر کابل پارک‌ها و شهرک‌های صنعتی کابل دارای ۲۸۱ کارخانه و در مجموع در تمام کشور ۵۲۰۰ کارخانه کوچک و بزرگ ساخته و بنا شده بود. کارخانه خانه سازی، پشمینه بافی خشت اختیف نساجی‌ها بوت آهو ژاکت‌سازی پیروز سیلو مرکز داری شهرت بود. علاوه برآن صنایع دستی مانند آنتیک‌سازی ۴۲۰۰۰ مدل یا گونه، شیشه هرات، سرامیک استالف، دست دوزی غزنی و بامیان قالین شمال هزاران گردشگر را به‌خود جلب نموده بود.

## صنایع دستی

شیشه‌سازی فلوت از زمان تیموریان الی امروز در هرات باقی‌مانده‌است

صنایع دستی افغانستان عبارتند از دوزندگی، بافندگی، نساجی، معماری، نقاشی، کنده‌کاری، حکاکی، نجاری، فلزکاری، سرامیک‌سازی، کشاورزی، گنبدسازی، شیشه‌سازی، بوت‌دوزی، فلزکاری، عطاری، ادویه‌سازی و غیره می‌باشد. دانشمندان صنایع دستی افغانستان را در سه بخش مطالعه می‌نمایند. صنعت باستان، قرون وسطی یا دوره پس از اسلامی و صنایع معاصر. با وجود اینکه در دامنه‌های هندوکش انسان‌های اولیه نئاندرتال ایندوگونس از ۱۰۰هزار سال پیش و انسان مدرن از ۲۰ هزار سال پیش در کناره‌های رود آمو ارغنداب و سند الی مهاجرت آریایی‌ها زندگی نموده‌است نمی‌توانیم در مورد بدون شواهد دقیق بحث نمود؛ ولی گفته می‌توانیم که اهالی افغانستان ۹۰۰۰ سال پیش با کشاورزی و دامپروری آشنا بودند.

### دوزندگی

پس از سال ۲۰۰۲تغییرات فاحشی در صنعت سوزن دوزی به میان آمد

صنعت دوزندگی هنری است که بنابر ضرورت مبرم اختراع و توسعه داده شده‌است. زمانی‌که بشر استفاده از پوست جانوران را شناخت برای محکم نمودن پوست در بدن خود از گره و سوراخ نمودن کار گرفت. در افغانستان دوزندگی البسه دردوره کوشانیان سلجوقیان و خوارزم شاهیان رونق بیشتر یاقوت. در مجسمه‌های که بدست آمده کوشانیان از تکمه نیز استفاده می‌نمودند. در قرون وسطی دوره تیموریان غزنویان دوزندگی با سوزن و کروشنیل صورت می‌گرفت. گلدوزی که بخش بزرگ از دوزندگی است از زمان سکاها رایج یافته و در دیگر دوره‌ها به همراه سایر دوخت و دوزها از رواج کامل برخوردار بوده‌است دوره اوج این هنر را در دوران نادرشاه افشار بوده‌است. سوزن‌دوزی یا سیاه‌دوزی در جامعه سنتی ترکمن برای تزیین لباس‌های مردان، زنان و کودکان و هم چنین پرده‌ها نیز استفاده می‌شد. اما امروز عمدتاً در لباس زنان دیده می‌شود. نوع دوخت آن زنجیره فشرده و بسیار ریز است که در ترکمنی به آن «سانجیم» می‌گویند و بیشتر از نقوش هندسی و قرینه به صورت ذهنی بهره می‌گیرند. ترکمن‌ها به فرهنگ تربیت کرم ابریشم زود آشنا شدند. ابریشم به عنوان ماده اصلی سوزن دوزی تلقی بوده و دختران و زنان لباس‌های خود را با نخ‌های ابریشمین که با رنگ‌های طبیعی رنگ ریزی می‌شد، سوزن دوزی می‌کرده‌اند. در شمال افغانستان کلاً ترکمنی استفاده زیاد دارند. زنان به تعداد سال ازدواج خود کلاً می‌پوشند؛ یعنی زن که ۳۰ سال از ازدواجش می‌گذرد ۳۰ کلاً می‌پوشد.
مواد اولیه مورد مصرف در سوزن‌دوزی ترکمن شامل نخ پارچه ابریشمی و پنبه‌ای پشم نخ‌های مصنوعی سند می‌باشد. برای پارچه نیز از انواع ابریشمی و پشمی استفاده می‌شود.
پس از اختراع ماشین دوزندگی در سال ۱۸۷۰ و ورود وسایل بهتر، دوزندگی به مدارج بلند خود رسید. فعلاً این هنر در سراسر افغانستان رایج است. سالانه صادرات نیز وجود دارد. این هنر در بالای تکه، البسه بستر خواب، پرده دیواری، پارچه بالای اشتر اسپ و کلاً نقش می‌بندند؛ که تا فعلاً از اقلام مهم صادرات این کشور را تشکیل می‌دهد. در بسا حالات از موره دوزی و زرک نیز استفاده می‌نمایند.

### قالین

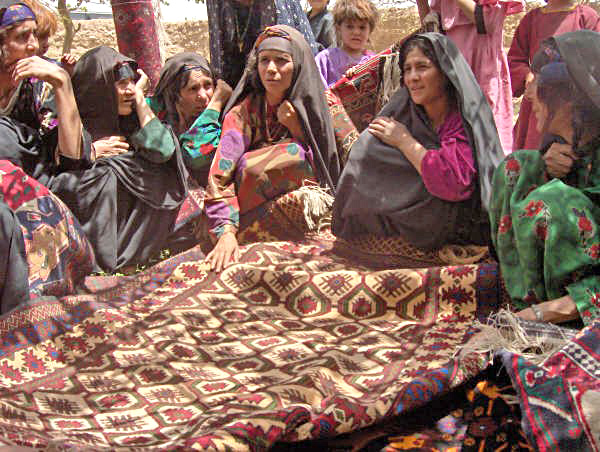
فروش گلیم توسط زنان ادرسکن هرات

آریایی‌ها قوم دامپرور بودند که ۹۰۰۰ سال پیش به اهلی ساختن جانوران آغاز نمودند. آن‌ها بعداً با استفاده از پشم و پوست آشنا شده از تار پشم برای خود قالین، نمد می‌ساختند تا از تأثیرات سردی زمین و نم بالای بدنشان در امان مانند. فرش برای نخستین بار به‌شکل نمد ساخته شده‌است که ضد رطوبت است و امروز هم در میان عشایر یا کوچی مورد استفاده قرار دارد؛ ولی قدامت بافندگی قالین به عمر زردشت است. در افسانه‌ها از قالین حضرت سلیمان یادآوری می‌شود. کشف یک عدد قالین در زیر یخ سایبری، ارسال یک عدد قالین از طرف سکندر کبیر به مادر خود، کشف ابزار قالین بافی در بلخ شریف توسط دکتر لوئی دوبری نمایان می‌سازد که مردم خراسان‌بزرگ سازنده نخستین قالین بوده‌است. در افغانستان این صنعت تا امروز در میان مردم ترکمن زیاده مروج است و قالین سازان مشهور افغانستان ترکمن هستند. افغانستان فعلاً دارای ۲۰۰ شرکت تولیدکننده قالین می‌باشد که سالانه ۵۰۰ هزار متر قالین به ارزش ۲-۱۸۰-۲۰۰میلون دلار تولید دارد. حدود ۸۱۲۰۰۰ نفر مشغول به بافتن قالین هستند. تعداد مجموعی دستگاه قالین بافی درین کشور به ۴۰۰۰۰ می‌رسد. از لحاظ رنگ گل و دیزاین بیشتر از ۵۰۰ نوع قالین در سراسر افغانستان ساخته می‌شود. پساز اینکه افغان‌ها در پاکستان و ایران مهاجر شدند و صنعت قالین‌بافی را در این دو کشور بیشتر ساختن از مقام اول به دوم و سوم نزول نموده‌است؛ زیرا ایران و پاکستان راه دریایی داشته محصولات گمرکی راه دریایی خیلی کم است افغان‌ها قالین‌های خودرا به نام این دو کشور صادر می‌نمایند. فرش دستی که در افغانستان بافته می‌شود قرار ذیل است.
1. انواع قالین: قرقین آقچه چوب باش هراتی بلوچی قزل اعیاق، دو تار گل، ادرسکن، ساورقی، قلعه زالی، اندخوی‌ئی، واس برکلی، قالین گل پلیت دار، دولت‌آبادی، تخته رنگ، خال محمدی، اندخوی، قالین خواجه روشنایی، قالین باغچه‌کندزی، انواع قالین دیواری و غیره می‌باشد که این قالین‌ها در ولایات قندوز بلخ جوزجان میمنه بادغیس هرات فراه کابل زیاده بافته می‌شود.
2. گلیم دومین صادرات فرش افغانستان را تشکیل می‌دهد که در ولایات فوق و هزاره جات بافته می‌شود.
3. سطرنجی این فرش از پنبه خالص ساخته می‌شود. زیاده توسط مردم شمالی ساخته می‌شود.
4. نمداین فرش از موی و پشم حیوانات ساخته می‌شود. توسط مالداران و کوچی‌ها ساخته می‌شود.

### نقاشی
هنر نقاشی و میناتوری در افغانستان توسط استاد کمال‌الدین بهزاد (۱۴۵۵ م) طور وسیع بنا شد. کمال‌الدین هنر نقاشی ایرانی را با هنر آسیایی میانه مخلوط نمود و سبک جدید را به‌میان آورد که تا اکنون در ایران، افغانستان و ازبکستان مروج است. روی کاغذ ظروف تکه و سایر اشیا نقش می‌نمایند. بهزاد در هرات زاده شد. در جوانی به دربار سلطان حسین بایقرا راه یافت و مورد توجه سلطان و وزیرش امیرعلی شیر نوایی قرار گرفت. شاه اسماعیل صفوی هنگام تصرف هرات بهزاد را که، در نقاشی شهرتی داشت، با خود به تبریز برد. بهزاد در خدمت شاه اسماعیل و پسرش شاه طهماسب به اوج شکوفایی هنری رسید و شهرتش از مرزهای کشورش تا دوردست‌های دربار بابر پادشاه مغولی هند رسید. سلطان حسین او را استادی بی چون و چرای و زبان زد همگان خواند. در ازبکستان انستیتویی به نام بهزاد وجود دارد که نقاشی رسامی و سرامیک درس داده می‌شود در افغانستان پوهنزی هنرهای زیبا یا «دانشکده هنرهای زیبا کابل» وجود دارد که در آن آثار بهزاد و غلام محمد میمنه گی درس داده می‌شود. این‌گونه تعمیر به نام نگارستان وجود دارد که در آن نقاشی‌های بهزاد استاد غلام محمد میمنه گی و سایر نقاشان را به نمایش گذاشته‌اند.

### فلزات

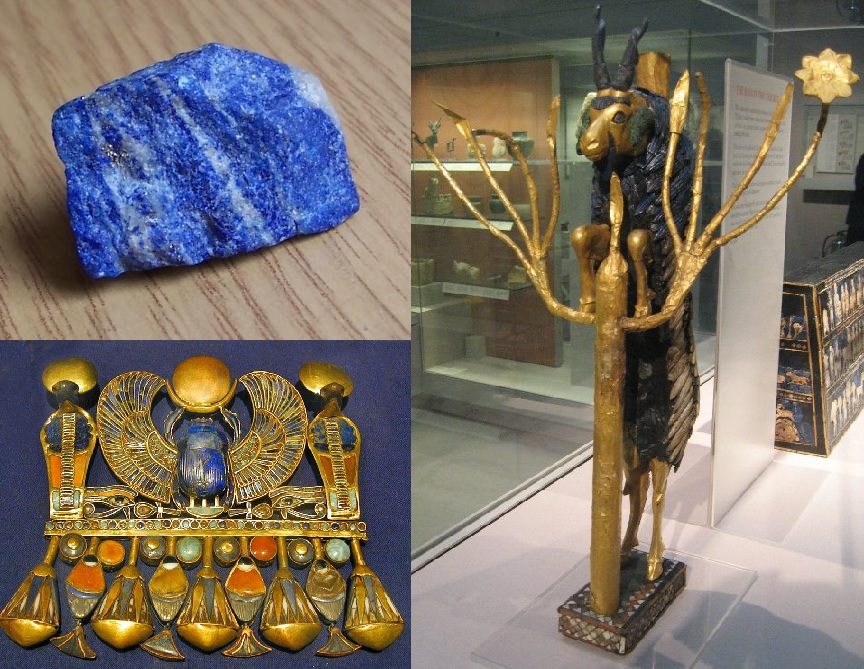
سنگ لاجورد، انواع سنگ‌های قیمتی در فلزات ازقبیل طلا نقره و مس استفاده داشت. سمت چپ، بالا: نمونه‌ای از سنگ لاجوَرد. سمت چپ، پایین: لاجورد بکار رفته در یکی از زیورآلات توت‌عنخ‌آمون، یکی از فراعنهٔ مقتدر مصر باستان، ۱۳۵۲–۱۳۶۱ پیش از میلاد. سمت راست: لاجوَردِ بکار رفته در «قوچ در یک بیشه»، بدست‌آمده از مقبره‌های شاهی شهر باستانی اور، میان‌رودان (بین‌النهرین) باستان، عراق امروزی، ۲۵۰۰–۲۶۰۰ پیش از میلاد.

حدود یک هزار سال پیش از میلاد آریایی‌ها در کنار دریای کم عمق بلخاب شهر بنا نمودند که دارای ۱۸ نهر داشت به کشاورزی پرداختند. در کشت‌وکار مجبور شدند تا ابزار آهنی را تولید نمایند.
فرهنگ عصر بُرُنز (عصر مِفرَغ) اولیه در شمال و شرق افغانستان ظهور کرد. یکی از دلایل آن استفاده ابزار به منظور استخراج لاجورد می‌باشد. سنگ لاجور به دو منظور استعمال داشت. برای رنگ آمیزی و جواهرات. سنگ لاجورد در فلزات از قبیل طلا نقره و مس استفاده داشت. تجارت لاجورد الی تمدن مصر و بین‌النهرین کشانیده شد.
باید یادآوری نمود که درجه سختی لاجورد ۵–۵٫۵ و درجه سختی مس ۲٫۵ است؛ یعنی با مس تنهای نمی‌توان لاجورد را استخراج نمود. ابزاری که برای استخراج لاجورد استعمال می‌شده خیلی سخت بوده‌است. (مفرغ یا آهن) این‌گونه پس از ورود یونانی‌ها، آریایی‌ها با فرهنگ و ابزار اروپایی آشنا شدند. این نژاد در عصر برنز به سه تمدن باختر-مرو، درهٔ سِند جیرُفت تمدنی نیاعیلامی آشنا شدند که بالای مردم این خطه اثرگذار گردیده بود. ساختن زیوران نفیسه و استفاده از طلا در شمال افغانستان بواسطه یونانی‌ها مروج گردید. ضرب سکه ظروف مسی و برنجی در همین ایام زیده مروج گردید. باستان شناسان در جنوب افغانستان در مُندیگک (در نزدیکی قندهار امروزی) شواهدی از یک شهر واقعی پیدا کردند، و شواهدی از بناها و اشیای که شهرهای واقعی برجای می‌مانند: بناهای مذهبی و آثار هنری حجاری‌شده و نقاشی‌شده. در مندیگک، باستان‌شناسان بنای ستون‌دار بزرگی متعلق به هزارهٔ سوم پیش از میلاد کشف کردند که درگاهش با خط سرخ ترسیم شده بود، و احتمالاً برای اهداف مذهبی بنا شده بود. در تپهٔ دِه‌مُراسی، باستان‌شناسان مجموعه‌ای از یک زیارتگاه را پیدا کردند که حاوی اشیایی بود متعلق به مراسم مذهبی همچون شاخ‌های بُز، یک کاسه، مُهر مِسی، نل مسی میان خالی، جام کوچکی از سنگ مرمر، یک تندیس سفال‌گری‌شده و کنده‌کاری‌شده از یک ملکه مادر و تندیسی که نشانهٔ فراوانی بوده و مشابه تندیس‌هایی بود که در مندیگک نیز یافت شده بودند. کوشانیان و به‌خصوص سک‌ها زیاده پیشه‌ور بوده در ساختن ظروف مسی، زیورات طلا و ظریف‌سازی مهارت داشتند.

### مس

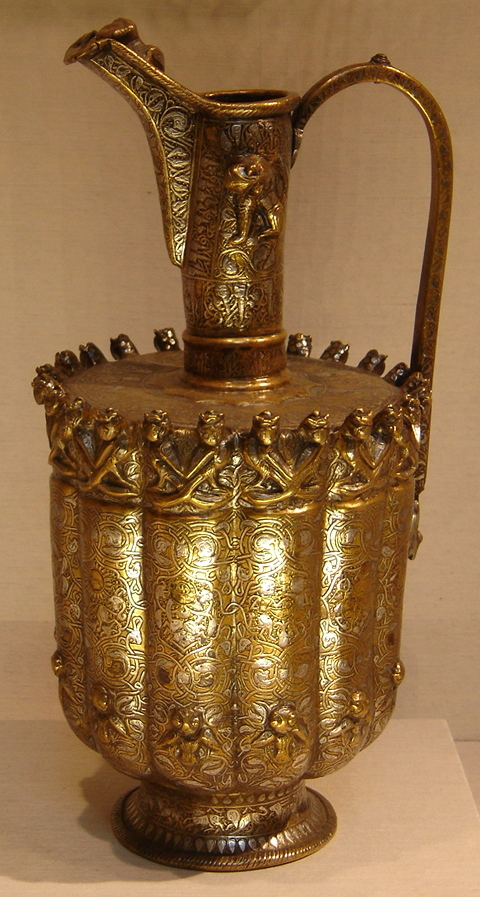
هنر کنده کاری روی مس و طلا یکی از فن افغانهاست

عنصر مس در طبعت به درصدی مختلف وجود دارد. سختی این عنصر ۲٫۳–۳ می‌باشد که یک فلز نرم گفته می‌شود. سه معادن مس افغانستان مانند معدن مس عینک مس بلخاب و معادن مس غزنی از گذشته استخراج می‌گردید. از معادن شمال افغانستان آریایی‌ها یونانیان باختر کوشانیان سیتی‌ها و غیره استخراج می‌نمودند در معادن عینک آثار کوشانیان بزرگ و سامانیان دیده می‌شود. از طلا و مس غزنه غزنویان استفاده می‌نمودند.
1. مفرغ
2. آهن
3. فولاد
4. برنج
5. طلا
6. نقره

### شیشه‌سازی

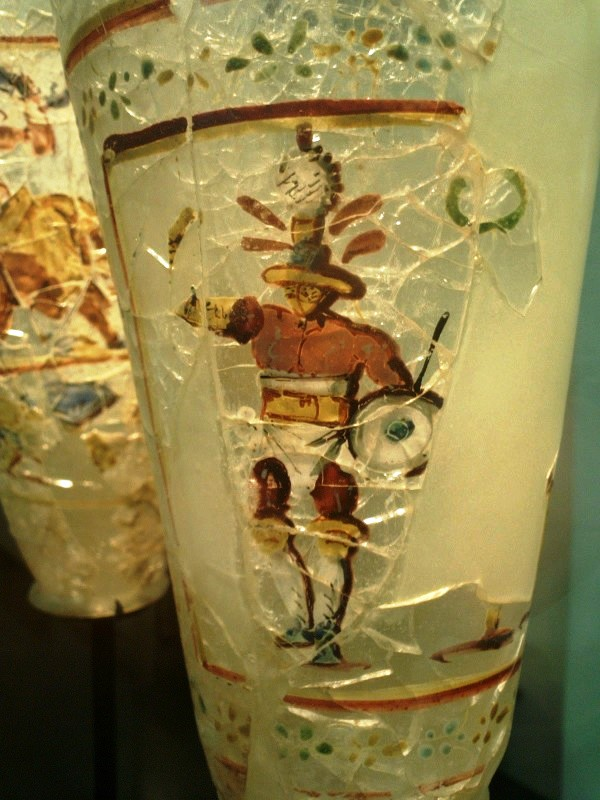
تندیس یونانی-رومی از یک گلادیاتور بر روی ظرف شیشه‌ای، پایگاه باستان‌شناسی بگرام در ولایت پروان، سده نخست میلادی، موزیم ملی افغانستان در کابل

صنایع شیشه‌سازی در افغانستان در دوره حاکمیت کوشانیان و تیموریان و غزنویان مروج بود. آثار بدست آمده از کاپیسا نشان می‌دهد که کوشانیان در شیشه از نقاشی استفاده می‌نمودند. در افغانستان تا فعلاً کارخانهٔ شیشه‌سازی وجود نداشته صرف شیشه‌های زینتی توسط کارگران هرات گلس با دست ساخته می‌شود که تا اکنون فعال و سالانه مقداری به خارج صادر می‌گردد.

### حجاری و نجاری

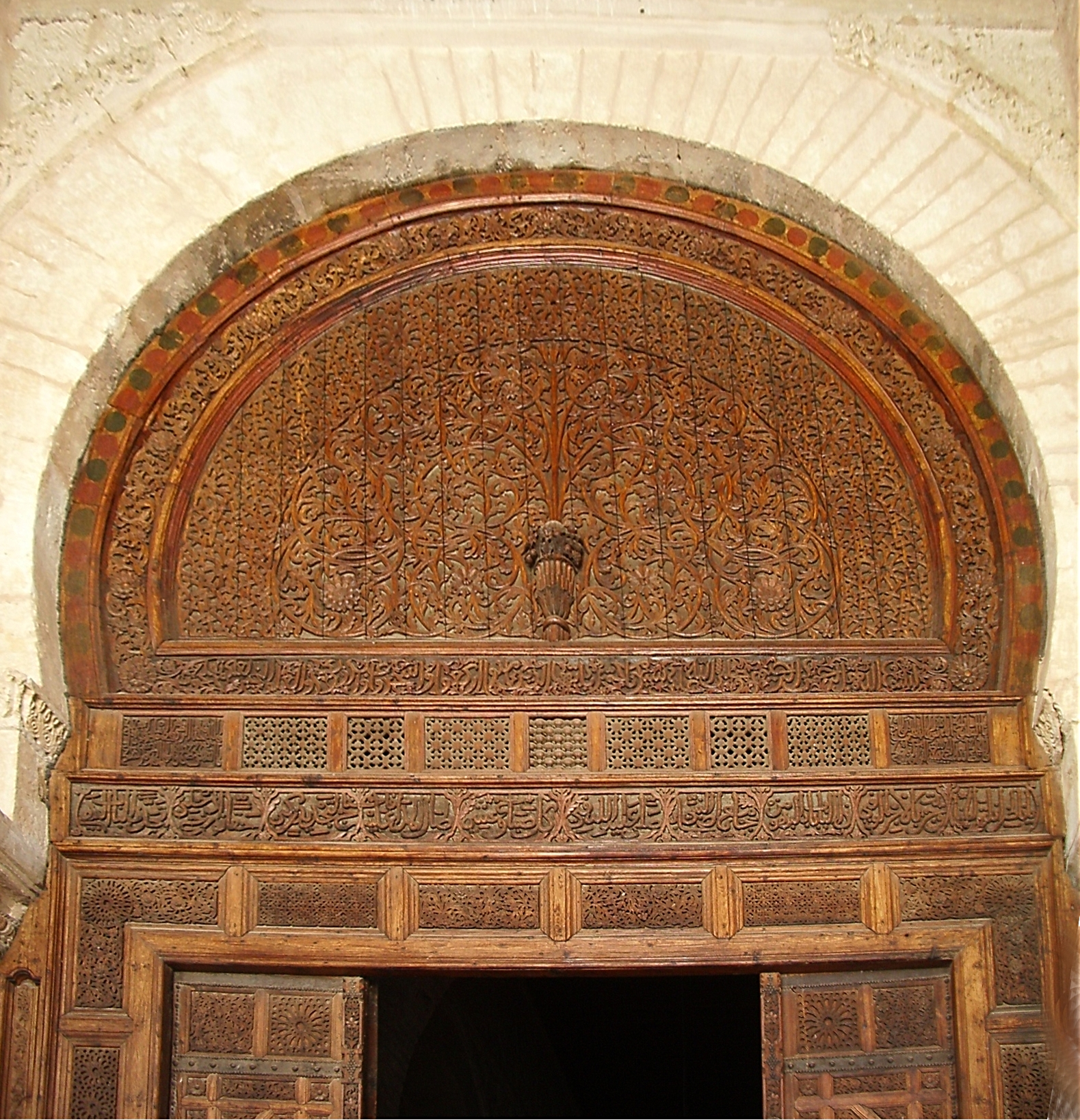
هنرکندن کاری پس از دوره اسلامی

زمانیکه باشنده گان افغانستان توانست از مفرغ (برنج) اجسام سخت سازند به ساختن ابزار نجاری نیز آغاز نمودند. نجاری در کشور چین و مصر بار آول رواج یافته‌است. سپس به دیگر کشورها ترویج گردیده‌است. نجاری در افغانستان زمانی‌که شهرسازی مروج گردیده‌است. پس از اینکه دین بودای در کشور رایج یافت سرنشینان افغانستان به حجاری کندن کاری و سنگتراشی آغاز نمودند. گنجینه‌های که از کاوش بگرام توسط ژوزف هَکین هیت افغانی وتیم فرانسوی در سال‌های ۱۹۳۷–۱۹۳۹ بدست آمد به پیشینهٔ سده‌های اول و دوم میلادی تعلق می‌گیرد. این گنجینه شامل ظروف شیشه‌ای، ظروف و تندیس‌های برنجی، قالب‌های گچی با بُن‌مایه‌های یونانی، و اشیای است که اغلب آن از مناطق مدیترانه آمده بودند. این‌گونه تعدادی از قطعات چوبیِ سامان و لوازم خانه که با عاج هندی حکاکی و تزئین شده‌است یافت گردید. نجاری و حجاری طور وسیع در زمان باختریان کوشانیان مروج گردید. شهرهای کاپیسا بامیان یکی از نمونه‌های آن وفت است که آثارش باقی‌مانده‌است. هنر نجاری پس از ورود اعراب رونق بیشتر یافت درین زمان اشیا و لوازم چوبی ساخته می‌شد که نمونه این دروازه‌ها در روضه مزارشریف مسجد جامع هرات دیده می‌شود. هنر کندن کاری چوپ پس از تیموریان درین کشور مروج گردید. در قرن ۱۸ در کوچه علی رضا خان شهر کابل بازار نجاری بنا شدکه تا امروز موجود است. در زمان ظاهر شاه کارخانه حجای بتن واقع کارته چهارم و کارخانه حجاری و نجاری در گذرگاه به فعالیت آغاز نمود این دو کارخانه در جنگهای کابل به آتش کشانیده شد.

### کاشیکاری
سفال‌گری یکی از مهم‌ترین و قدیمی‌ترین هنرهای دستی بشر است که از سال‌های متمادی در افغانستان رونق داشته‌است. در افغانستان ۶۰۰۰ سال پیش از میلاد نخستین نشانه پیدایش کوره پخت در صنعت سفال دیده می‌شود در ۳۵۰۰ سال پیش از میلاد چرخ سفالگری ساده‌ای که آن را با دست می‌گرداندند ساخته شد. در طی جستجوها در تپهٔ دِه‌مُراسی، باستان‌شناسان مجموعه‌ای از یک زیارتگاه را پیدا کردند که حاوی اشیایی بود متعلق به مراسم مذهبی، مانند شاخ‌های بُز، یک کاسه، مُهر مِسی، لولهٔ مسی میان خالی، جام کوچکی از سنگ مرمر، و یک تندیس سفال‌گری‌شده و کنده‌کاری‌شده از یک رب‌النوع مادر که مشابه تندیس‌هایی بود که در مندیگک نیز یافت شده بود. حدود ۵٫۰۰۰–۷٫۰۰۰سال پیش از میلاد، دهقانان و چوپانانی در دامنه‌های حاصلخیز اطراف هندوکُش زندگی می‌کردند. این مردمان صنعت ابتدائی خانه‌سازی را با خشت خام و سفالگری با خود به شهرها آوردند و سپس، در عصر مس (Chalcolithic)، از فروش لاجورد و تجارت آن به کشورهای ایران، هند و بین‌النهرین ثروتمند شدند. در زمان تیموریان آبریزی سفال و کشیدن نقش‌ها بالای اشیا سفالی بنا شد. این‌گونه ساختن کاشی در زمان تیموریان نیز صورت گرفت؛ که نمونه آن تا فعلاً در شهر مزارشریف دیده می‌شود. ساختن ظروف سفالی تا اکنون در تمای افغانستان رایج است. در شهر کوچک به نام استالف طور وسیع ساخته می‌شود که شهرت جهانی دارد. رنگ ظروف استالفی معمولاً سبز می‌باشد.

### نساجی
شواهد که از دی‌ان‌ای شبش بدن انسان دریافت شده‌است نشان می‌دهد که بشر برای نخستین بار ۶۵۰۰۰۰ سال پیش برای بدن خود پوشش ساخته‌است. چینیان ۳–۴هزار سال پیش از میلاد تکه بافی می‌نمودند؛ و ۴۰۰۰ سال پیش مردم هندوستان از پنبه پارچه می‌ساختند. ۲۲۰سال پیش از میلاد جاده ابریشم تأسیس شده‌است. شواهد نشان داده‌است که مردم آسیای میانه ۴۰۰۰–۶۵۰۰سال پیش از پوست جانوران به‌خصوص گوسفند، پوشاک برای جلوگیری از سرما و گرما می‌ساختند. تکه‌بافی در شمال افغانستان در زمان باختریان کوشانیان یفتلیان رایج بود. تکه‌بافی مدرن‌تر در زمان سلجوقیان و ساسانیان پدیدار گشت؛ که تا اکنون در محلات شمال و غرب افغانستان به‌وسیلهٔ دستگاه‌های کوچک دستی مردم پارچه می‌بافند.
نساجی ماشینی: برای نخستین بار در سال ۱۳۳۲ در گلبهار ولایت کاپیسا تأسیس گردید. این کارخانه در زمان فعالیتش دارای ۲۵۰۰ ماشین بافندگی، ۵۲ هزار دوک ریسندگی یا نخ‌تابی دارای ۳۰۰ منزل رهایشی و ۱۴۰۰۰ کارگر بود. سپس کارخانه‌های نساجی افغان، نساجی بگرامی، نخ‌تابی، پشمینه‌بافی و غیره تأسیس گردید؛ که سالانه مقداری هم به خارج صادر می‌گردید.

### معماری
صنعت معماری از زمان تأسیس باختریا در شهرهای بلخ، طلاتپه و آی خانم آغاز می‌گردد. خانم گالیاپوگوچینکو صنعت معماری کوشانیان را در مناطق نوبهار سینی‌های بدخشان سرخ کوتل بگرام هده فندقستان، شاهکارهای قرون وسطی یا دوره اسلامی را در محلات بلخ غزنی مساجد قندهار هرات منارها مدارس زیارتها و بناهای مشابه، شاهکارهای دوره تیموریان را در موضوعات و محلات چون مدرسه گوهرشاد گنبدی‌ها حصار ارگ هرات آرامگاه انصاری در گازرگاه مدرسه خرگرد بنای جوانمرد قصاب، بلخ ارگ غزنی روضه مزارشریف دوره مشعشع هرات خیابان مصلی اخلاصیه موارد چون کتاب‌سازی و مینا توری شاهنامه مکتب بهزاد و هنرمندان و عروج هنری قرن ۱۵ را مورد مطالعه قرارداده‌است.

### ای خانم
شهر باستانی آی‌خانم، واقع در منتهی‌الیه شمال‌شرقی باختر (ولسوالی خواجه غار ولایت تخار) در محل پیوندگاه رودهای آمو و کوکچه است. سنگ بنا این شهر توسط اسکندر مقدونی گذاشته شده‌است. تندیس‌ها، سکه‌ها و سرستون‌های سنگی که از این شهر بدست آمد نمایانگر هنر و صنعت پیشرفته آن‌زمان می‌باشد. ورود مردمان کوچ‌نشین (عشایر) به این منطقه، شهر را بین سدهٔ چهارم پیش از میلاد و سال ۱۳۰ پیش از میلاد دارای سکنه کرده‌بود. ویرانه‌های این شهر در سال ۱۹۶۱ به‌طور تصادفی، توسط ظاهرشاه هنگام شکار کشف شد. در سا ل ۱۹۶۵ میلادی مطابق ۱۳۴۳ هجری شمسی تیم باستان شناسان افغان – فرانسه به سر پرستی پروفسور دانیل شلوم‌برژه Daniel Schlumberger رًییس دفتر دفه DAFA (نمایندگی باستانشناسی فرانسه در افغانستان) نیز بود سروی مقدماتی ای خانم را به عمل آورد و به زودی معلوم شد که ساحه باستانی آی خانم یک شهر بزرگی یونانوباختری می‌باشد. شواهد گه از تیکر و سکه‌ها بدست آمد معلوم گردید که این شهر الی ۲۳۰ سال عمر نموده و بالاخره دریک آتش‌سوزی از بین رفته‌است. آثار بدست آمده از آی‌خانم اختلاط عناصر معماری محلی و تزئینات معماری یونانی را در یک مرکز اداری بزرگ، یک سالن تئاتر، و یک ورزشگاه به خوبی نشان می‌دهد. همچنین سنگ نوشته‌ها و نسخه‌های یونانی بدست آمده که به خطی نوشته شده‌اند که از خط شکسته یونانی تأثیر پذیرفته‌است.
معمولاً موادی که بناهای افغانستان کار شده‌است از سنگ مرمر وسایر سنگها، گل، خشت، فلزات، کار گرفته شده‌است. سبک معماری در افغانستان معماری آسیای میانه «گنبدی»، هندی «زیاده از چوب» یونانی «سنگی» و اروپایی خشت پخته مروج بوده‌است.
در اعمار ساختمان‌ها و دیوارهای تدافعی دورادور شهر و استحکامات آن از خشت‌های بزرگ مربع شکل خام کار گرفته شده صرف در اعمار زیر خانه‌ها و بعضی از تهداب‌ها خشت پخته نیز بکار رفته‌است. مجتمع ساختمانی خشت خام (منازل مسکونی) که ساحه نود هزار متر مربع را احتوا می‌کند همچنان مجتمع ساختمانی قصر یا ساحه دفاتر اداری که ساحه ۱۸۰ در ۱۳۷ متر مربع را احتوا می‌کند و دارای ۱۰۸ عدد ستون پایه با سرستونی‌های سنگی می‌باشد خود نشان دهنده انست که شهری به این وسعت، شکوه و جلال واقعاً پایتخت حکمرانی مستقلی و از جمله شهرهای مهم باختر در تقریباً ۲۳۰۰ سال پیش از امروز بوده‌است. تزًیینات در ساختمان‌ها به‌خصوص سرستونی‌ها در سه سبک یونانی: کورنتین، دوریک و ایونیک می‌باشد. خصوصیت دیگر هنر یونانی در آی خانم عبارت از فرش‌های موزاییک است. در این فرش‌ها از تزیینات نباتی کار گرفته شده و این خود امتزاج هنر شرقی و محلی را با هنر یونانی نشان می‌دهد زیرا در یونان وقت زیادتر از تزیینات حیوانی در موزاییک کار گرفته می‌شد. صرف در موزاییک فرش حمام قصر آی خانم اشکال دولفین، اسپ آبی و اهریمنهای دریایی نشان داده شده که در ان به جای سنگ ریزه‌های مربع شکل یونانی از جمله سنگ‌های خرد و ریزه رنگه محل کار گرفته شده‌است.

### بگرام

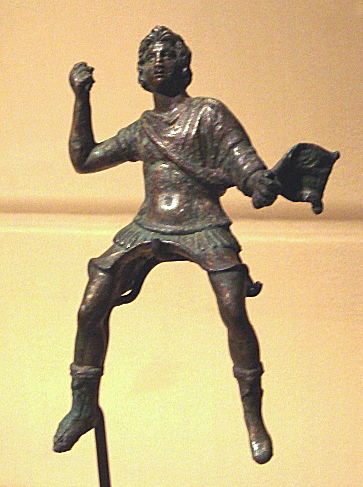
بیشینهٔ تاریخی بگرام دوره سلطنت دولت یونانی باختر، سده‌های سوم و دوم پیش از میلاد؛ دولت هندویونانی و دولت هندوپارتی، سدهٔ دوم پیش از میلاد تا اول پس از میلاد؛ کوشانیان، سده‌های اول تا سوم؛ ساسانیان، سده‌های سوم؛ ترکی‌شاهیان و کابل‌شاهیان، سده‌های هفتم تا دهم؛ غزنویان و غوریان، سده‌های یازدهم تا سیزدهم میلادی می‌باشد

بگرام پایتخت تابستانی امپراتوری کوشانیان بود. این شهر یکی از ایستگاه راه ابریشم بود. بدین منظور کوشانیان درین شهر ثروت زیادی را جمع‌آوری نموده بودند. هنر باستانی افغانستان نخستین بار در گنجینه‌های بگرام در مدخل استوپه‌هایی بودایی نمایان شد. گنجینه‌های بگرام، که پیشینهٔ آن‌ها به سده‌های اول و دوم میلادی برمی‌گردد، طی سال‌های ۳۹–۱۹۳۷ توسط ژوزف هَکَن (Joseph Hackin) و تیم وی در هیئت باستان‌شناسی فرانسه در افغانستان کاوش شد. این گنجینه شامل ظروف شیشه‌ای، ظروف و تندیس‌های بُرُنزی، قالب‌های گچی با بُن‌مایه‌های یونانی، و اشیای است که اغلب آن از مناطق مدیترانه آمده‌بودند. این گنجینه همچنین متشکل از قطعات چوبیِ سامان (اثاثه) خانه‌است که با عاج هندی حکاکی و تزئین شده‌اند. ظروف مشروب‌نوشی چینی نیز گواه بر استفاده از راه ابریشم است.
آثار بدست آمده متعلق به فرهنگ‌ها و تمدن‌های مختلفی در جهان باستان می‌باشد و از نقاطی مانند قلمرو امپراتوری رم، هند و چین به بگرام آورده شده‌اند. به نظر می‌رسد این اشیاء بخشی از گنجینهٔ پادشاهان کوشان بوده که به مرور زمان گردآوری و اندوخته شده‌است. احتمال دارد که این اشیاء بخشی از محموله‌های تجاری بزرگ بوده باشند. با این حال مطالعات بیشتر نشان دادند که افغانستان در آن زمان تنها پذیرنده این اشیاء گرانبها از نقاط دیگر نبوده بلکه خود به صورت فعال در تولید بخشی از این آثار، مانند کنده‌کاری‌های روی عاج و نقش برجسته‌های گچی، فلزسازی مشارکت داشته‌است.

### قندهار
در جنوب افغانستان اثرات تمدن بودایی زیاده دیده می‌شود. چنانچه تندیس‌های گِلی کوچک و ساده از دورهٔ نوسنگی که احتمالاً ایزدان محافظ بودند در تمامی پایگاه‌های باستان‌شناسی از خاورمیانه تا هند یافت می‌شوند؛ در افغانستان هم این پایگاه‌ها در مُندیگک، نادِ علی و تپهٔ دِه‌مُراسی واقع هستند؛ سردیس سنگی کوچک که با همتاهای آن در میان‌رودان (بین‌النهرین) مشابه‌است، نشان می‌دهد که این سردیس مربوط به یک نجیب‌زاده بوده‌است. باختری‌ها و سپس کوشانیان و جانشینان آنها، با الهام گرفتن از سنت بومی آریائی خود و سنت یونانی، با چهره‌نگاری شهریارانشان بر روی سکه‌ها، گونه‌ای مهم از هنر و منبعی غنی از داده‌های تاریخی را به وجود آوردند. چهره‌نگاری‌های شاهان را می‌توان به صورت حکاکی‌شده بر مدخل معابد سنگی یا بر روی دیوارهای نیایشگاه‌ها یافت.
تاثیرپذیری از هنر غرب، در سده‌های ششم و پنجم پیش از میلاد آغاز شد. آثار بجای‌مانده از این دوران در ناد علی، قندهار، بلخ، طلاتپه، آلتین‌تپه، و دهانه غلامان یا «زرین»، پایتخت سرزمین باستانی زرنگ (بگفتهٔ کتزیاس) قابل مشاهده‌است. تأثیر فرهنگ یونانی در این شهرها به دوران فتوحات اسکندر مقدونی در سدهٔ چهارم پیش از میلاد برمی‌گردد. جانشینان اسکندر در مشرق‌زمین، یعنی سلوکیان، یونانی‌باختری‌ها در واقع ناقلین واقعی هنر یونانی آسیایی در عصرشان (سدهٔ سوم پ. م - سدهٔ ششم میلادی) بودند و تأثیر هنرشان در معماری (نقشه‌های شهرها و دژها، ستون‌ها، بناهای شهری و غیره)، تندیس‌گری (ستون‌های شبه‌کُرینتی، سرستون‌های فرتوردار، نقش و نگارهای گُل‌دار و طومارشکل)، و نگارگری قابل رویت است که در آن عناصر تزئینی در مغاره‌های بنا گردیده بود. مردمان کوچ‌نشین (چادرنشینان) اِستِپ‌ها، زرگرهای سکایی تأثیریافته از هنر یونانی، و صنعتگران جنوب سیبری و اُردوس هم سنت‌ها و سبک‌هایشان را به افغانستان انتقال دادند. در سدهٔ اول میلادی، راهبان بودایی منطقهٔ گَنگ در هند، برای نیایشگاهای‌شان نمادها و نگاره‌هایی آفریدند که به‌سرعت در منطقه متداول شد. این هنر پیکرنگاری که از سرزمین‌های باستانی هند و گندهارا الهام گرفته شده بود تا عصر پیدایش اسلام دوام پیدا کرد. (رجوع شود به هنر گندهارا)

### طلا تپه

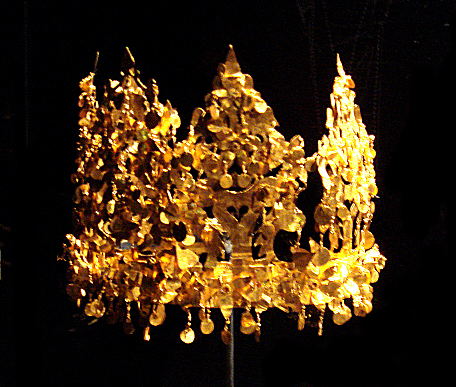
تاج طلایی متعلق به یک زن کوچ‌نشین سکایی، پایگاه باستان‌شناسی طلاتپه در ولایت جوزجان، سدهٔ اول پیش از میلاد - سدهٔ اول پس از میلاد، موزیم ملی افغانستان

طلاتپه نام یک پایگاه باستانی در نزدیکی شهر شبرغان در شمال افغانستان است که کاوش آن در سال ۱۹۷۸ میلادی توسط گروهی از باستان‌شناسان افغان و روس به سرپرستی ویکتور ساریانیدی صورت گرفت. این باستان‌شناس در جستجو گنج افسانه‌ای باختر بود تا آنکه آن را از طلا تپه دریافت. این گنج از شش گور (پنج زن و یک مرد) بدست آمده‌است و تا آن‌زمان به خوبی نهفته و دست‌نخورده باقی مانده‌بودند. اجساد مدفون در این گورها در پارچه‌هایی ظریف پوشانده شده‌بودند که از مدال‌های زرین دوخته شده‌بودند، و جامه‌های آن‌ها از تارهای طلایی بافته شده و با مروارید نقش‌دوزی شده‌بودند. شمشیرها و خنجرهای آن‌ها در غلاف‌های طلایی و تزیین‌شده با نقش‌هایی از حیوانات، جای گرفته‌بودند، و کمربندهای آن‌ها با نقش‌های مدالی آذین داده شده‌اند؛ گردنبندها و آویزه‌ها با ایزدان ایرانی و یونانی، همچون کوبله (Cybele) به شکل ایزدبانوی حیوانات نقش‌نگاری شده‌اند. گمان می‌رود این آثار هنری توسط زرگران سیتی (Scythian) یا همان سکایی ساخته شده‌باشد که در خدمت شاهزادگان کوچ‌نشین سرزمین باختر بودند و در سرزمین گندهارا تندیس‌هایی تهیه می‌کردند که هنر بکار رفته در آن تلفیقی از هنر یونانی-پارتی و هنر مردمان باشندهٔ اِستِپ‌ها بوده و شامل زیورآلات و تندیس‌های از بوداسف می‌شده‌است.

### باختر

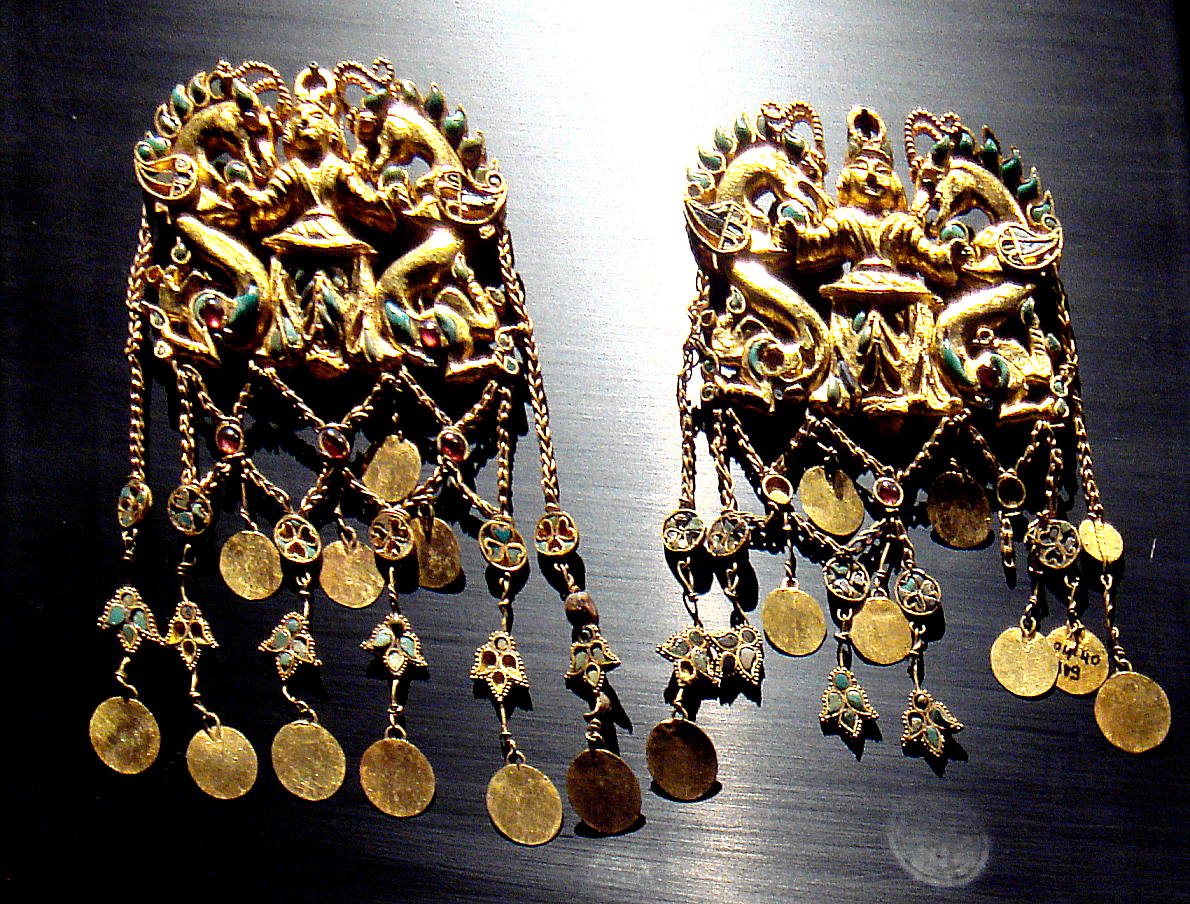
گوشه از گنج باختر سده اول پس ازمیلاد شبرغان

سرزمین باستانی باختر، واقع در درهٔ آمودریا (به یونانی: Oxus)، زمانی یک واحد یکپارچهٔ سیاسی در منطقه‌ای را تشکیل می‌داد که امروزه به چند ولایت شمالی در افغانستان تقسیم شده‌است. نوشته‌های تاریخی حکایت از آبادانی و شکوفایی این سرزمین دارند که جمعیت زیادی در آن می‌زیستند، جایی که امروز تبدیل به یک بیابان شده‌است. در پژوهش‌های اخیر، مناطق شهری و فرهنگی حیرت‌انگیزی در این سرزمین نمایان شده‌اند که حاوی نمونه‌هایی شگفت‌انگیز از تزئینات و معماری هستند.
شهر باستانی آی‌خانم، واقع در منتهی‌الیه شمال‌شرقی باختر یکی از شهرهای مهم دوره یونانی باختر اند که توسط اسکندرمقدونی ساخته شده‌است.

## صنایع پس از قرن ۱۸
برای نخستین بار تکنولوژی پیشرفته غرب به کشور هند که همسایه افغانستان بود، توسط انگلیسی‌ها وارد شد. روی‌هم‌رفته دولت و مردم افغانستان با این تکنولوژی آشنا شده تقاضا شد تا در کشور از این فناوری‌ها استفاده نمایند.

### رشد صنعت در زمان امیر شیر علی خان
امیر شیرعلی خان نخستین پادشاه بود کوشید تا در کشور تجارت تولیدات کشاورزی و صنعت رشد یابد. در دوران همین شاه مطبعه لیتوگرافی، کارخانه توپ‌ریزی، تفنگ‌سازی و باروت‌سازی ساخته شد. تولید سالانه (ماشین خانه کابل) بر طبق احصائیه میر غلام محمد غبار مؤلف «افغانستان در مسیر تاریخ» یکصدو چهار توپ جلو پر و دنباله پر صحرا، توپ طاهری، توپ بزرگ استحکام قلعه، ماشیندار و ۲۵۰۰ تفنگ نوع هنری مارتین، تفنگ ۳۰۳ بور، تفنگ بغل پر، تفنگ ۱۲ تکه، تفنگ پنج تکه، جاغر دار، تفنگ دومیله شکاری، خنجر، کارد، چاقو، باروت، کارتوس، پتاقی، توپ و تفنگ فیوز برنجی و چوبی بود. این‌گونه تولیدات زراعتی بلند رفت و در عرصه سرمایه‌گذاری خصوصی و دولتی پا نهاده شد.

### رشد صنعت در زمان عبدالرحمن خان
عبدالرحمن در ۲۰ سال سلطنت خود اصلاحات دولتی رشد سرمایه‌داری، توسعه تجارت کوشید. بیمارستان ابن‌سینا و نخستین آب آشامیدنی صحی بنا شد. تصدی‌های رسمی تجاری تشکیل شد. صادرات پوست قره قل، بادام، پسته، چوب و سنگ‌های معدنی به خارج کشور آغاز گردید. استخراج معادن با آلات و ابزارهای ابتدایی آغاز شد. صنایع دستی و پیشه‌وری دوباره زنده شد. تقاضای بازارهای کشور این صنایع به ویژه نساجی کرک، برک، بشرویه، قناویز، الچه، قالین، گلیم، پوستین و غیره توسعه یافت. تولیدات کارخانه حربی کابل و کارخانه چرم‌گری در رشته‌های فلزکاری و تولید افزارهای چرمی، سبب ارتقای ظرفیت‌های صنعتگران و پیشه‌وران گردید. صنعت ساختمانی در این دوره گسترش یافت. نخستین دسته موسیقی از هند داخل کشور شد. واردات تولیدات انگلیس آغاز شد.

### رشد صنعت در زمان حبیب‌اله خان
حبیب‌الله خان پادشاهی پیشرفت‌پسند بود. در رشد دانش، تولیدات داخلی، تولیدات کشاورزی، ساختمان‌های دولتی، رشد سرمایه‌داری، تلاش به‌خرج داد. این‌گونه غلامی که پیامد ننگین جامعه فئودالی بود از بین برده‌شد. موسیقی رشد یافت، مطابع جدید توپوگرافی به کار انداخته شد. یک شرکت تورید موتر توسط درباریان ساخته شد. درهمین وقت کارخانه چرم‌گری در کابل به سرپرستی متخصص انگلیسی تأسیس گردید. این کارخانه چرم بوت، موزه و سلیپر مورد نیاز برای اردوی افغانستان تهیه می‌نمود و هم در بازارهای کابل عرضه می‌کرد. در ۱۹۱۳ کارخانه پشمینه‌بافی کابل به قوای ۵۰۰ اسب‌بخار بنیاد گذاشته شد و در ۱۹۱۴ به تولید آغاز کرد. این کارخانه در ابتدا سالانه برای ۵۰۰۰۰ سرباز تکه دریشی نظامی تولید می‌کرد و به بازار سرج عرضه می‌کرد. کارخانه برق آبی جبل السراج در ۱۹۰۷ زیر ساختمان قرار گرفت. برای نخستین بار در کارخانه حربی کابل باروت سفید یا باروت بیدود تولید شد. تمدید خطوط تلفن کابل ـ ننگرهار و کابل ـ جبل السراج و… نیز در همین دوره صورت‌گرفت. در ۱۹۱۱ میلادی بیمارستان ملکی کابل تأسیس شد. اعمار و ترمیم جاده‌ها روی دست گرفته شد. شمار کارگران در این مقطع از ۱۵۰۰ به ۵۰۰۰ رسید. سیر صعودی افزایش کارگران در دورهٔ سلطنت امیر حبیب‌الله خان نشاندهندهٔ گسترش سرمایه‌گذاری در این دوره است.

### رشد صنعت در زمان شاه امان‌اله خان

قصر دارلامان

امان‌الله شاه توسط جنبش شاهی مشروطه به سر اقتدار آمد. او خود یک شخص اصلاح‌طلب بود می‌خواست خیلی سریع کشور را به مدارج پیشرفت رساند. در قدمه اول اصلاحات قوانین را تصویب نمود تا زمینه رشد را آسان سازد. در سال ۱۹۲۲ قانون تشویق صنایع تصویب شد و شاه از راه اصلاح مالیات، رشد صنایع را تشویق کرد. همچنین برای تقویت تولید، قانون «تقاعد» وضع گردید. در این دوره مالکیت خصوصی تحکیم یافت. به علت لغو گمرکات متعدد داخلی، روند گسترش سرمایه‌داری تسریع شد. شرکت‌های تجارتی تنویرات، موتر، ادویه، رفقای افغان، اتحاد افغان، قمر و ضیا جرمنی تأسیس گردیدند. دولت موسسات تجاری به نام شرکت امانیه و شرکت ثمر ساخت. ار آنجائیکه در افغانستان کالاهای خارجی مانع توسعه بیشتر صنایع داخلی می‌گردید، اقتصاد کشور به حالت بدوی باقی‌مانده بود. مملکت فاقد کارخانه‌های عمده، خط آهن و کتله‌های وسیع کارگری بود؛ لذا حکومت امانیه در صدد ایجاد کارخانه‌ها و خط آهن برآمد و در لویه جرگه ۱۳۰۷ هجری خورشیدی اعلان نمود که دولت برای تهیه یک کارخانهٔ بازسازی هواپیما کارهایی را روی دست گرفته‌است و همچنان یک کارخانه دیگر باروت سفید ساخته خواهد شد. در این دوره با دو شرکت آلمانی و فرانسوی قراردادهایی بسته شد که بر بنیاد آن قرار بود از جنوب به شمال افغانستان در مدت ده سال خط آهن احداث شود. تمدید لین تلگراف و تلفن بین مرکز و ولایات کشور زیر دست گرفته شد. ایستگاه‌های برق در پغمان، جلال‌آباد و قندهار زیر کار گرفته شدند. به کارخانه‌های چرم گری، باروت سازی، کارخانه‌های سمنت و تولید گوگرد انرژی برق داده شد؛ کارخانه‌های ترمیم موتر و پرزه سازی، صابون، عطریات، نختابی و پارچه بافی، نجاری و یخ سازی، پنبه و روغن کشی در قندهار، مزارشریف و هرات تأسیس شدند. همچنان در این دوره قرار بود تا کارخانه‌ها و سرمایه‌گذاری‌های ذیل روی دست گرفته شوند: قندسازی، نساجی نخی و جیم، دکمه سازی، حفظ میوه، مسکه و پنیر سازی، آبکشی و تیل‌خاک‌کشی، پوسته هوایی بین‌المللی کابل و مزار با اتحاد جماهیر شوروی، ایران و ترکیه در برنامه دولت قرار گرفت؛ بند آب غازی و بند سراج غزنی تکمیل شد و بستن بند آب چمکنی و تکمیل نهر رزاق روی دست گرفته شد؛ به منظور انعقاد قراردادهایی معادن لاجورد بدخشان، نفت هرات و ایجاد یک کارخانه ذوب آهن و توسعه معادن آهن، زغال‌سنگ، گوگرد، سرب، ابرک، تباشیر، مرمر و گِل سفید برنامه‌های روی دست گرفته شد و دوخت لباس از تکه‌های ساخت کشور برای کارمندان دولت اجباری گردید. سیستم نوین مسکوکات در دورهٔ امانی شکل گرفت و در اخیر این دوره پول کاغذی به وجود آمد. پایتخت توسط تلگراف با مراکز بزرگ بین‌المللی وصل شد. در عرصهٔ صنایع، سیاست امان‌الله خان ادامهٔ سیاست گذشته بود. این سیاست مبنی بر تأسیس کارخانه‌های نوین با سرمایهٔ دولت بود. در دوره سلطنت شاه امان‌الله بخش خصوصی آمادگی‌های لازم برای سرمایه‌گذاری در عرصه صنایع را نداشت و از آنجائیکه کارخانه‌های دولت بدون بررسی مواد خام و سنجش درآمد و مصارف خریداری شده بودند، به صورت مطلوب و مؤثر مورد بهره‌برداری قرار نگرفتند و سبب رشد چشمگیر تولید نشدند. امان‌الله خان تلاش ورزید تا صنایع ملی را در برابر صنایع خارجی تقویت کند و به این منظور مستهلکین را وادار به مصرف کالای داخلی می‌کرد و سعی می‌ورزید تا به این صورت صنایع داخلی را تقویت کند و بازار وارداتی افغانستان را به بازار صادراتی و متکی به‌خود مبدل‌سازد.

### رشد صنعت در زمان نادر خان
پس از سقوط شاه امان‌اله یک دوره تاراج بمیان آمد که دولت میان‌تهی گشت. نادر خان بنا دوباره دولت افغانستان را از صفر آغاز نمود. در تقویه اردو، معارف و تولیدات ملی بسیار کوشش نمود. در این دوره دولت به نسبت ضعف اقتصادی نتوانست صنایع کشور راه تقویت نماید. در سال ۱۳۰۹ یک شرکت سهامی با سرمایه ۵میلیون افغانی یک بانک را با نام بانک ملی تأسیس نمود.

### رشد صنعت در زمان ظاهر شاه

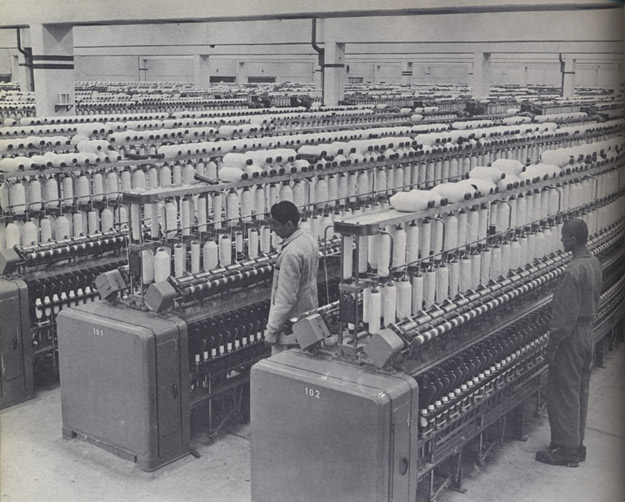
فابریکه نساجی گلبهار در اوج تولید

عصر پیشرفت و رشد در افغانستان از زمان اعلی‌حضرت محمد ظاهر شاه آغاز گردید. در کشور برنامه‌های توسعه ۵ ساله و ۲۵ ساله طرح و تا۲ مرحله کاملاً تطبیق گردید. درمرحله سوم مشکلات در بودجه وارد گردیده و مرحله چهارم نیز موفقانه به اتمام رسید. در نتیجه افغانستان صاحب شاه‌راه حلقوی ۱۱سد برق ۵۲۰۰ موسسات صنایع کوچک و کارخانه‌ها گردید. وضع حمل‌ونقلی خصوصی و دولتی بهتر و منظم گردید. از تأسیسات و کارخانه‌های مهم آن‌وقت کارخانه نساجی گلبهار، نساجی بگرامی، نساجی افغان، پشمینه بافی، نختابی کابل، بوت آهو، پشمینه بافی قندهار، کود و برق مزارشریف، صابون سازی، سیلوها، کارخانه سمنت غوری، جبل‌سراج، و هرات، دوچرخه‌سازی پامیر، پلاستیک سازی‌ها، دستگاه ساختمانی هلمند، افغانی، بنائی، سپین غر، راه میدان سازی، کارخانه پایه سازی، تصدی جنگلک، کارخانه حجاری بتون، کارخانه حجاری و نجاری، کابل فلز، خشکه شویی‌ها،  کامازها، افسوتر، کارخانه‌های کشمش پاک‌کنی، بانک‌ها، شرکت‌های صادراتی بین‌المللی، بنادر تجاری، سفارت خانه‌ها، وزارت خانه‌ها، تأسیسات و بناهای دولتی، کارخانه شکر بغلان، کارخانه جین و پرس مزارشریف، کارخانه روغن‌سازی سپین زر، استخراج زغال‌سنگ وسایر معادن، ایجاد مکاتب و لیسه‌ها، توزیع کوپن مواد اولیه به مأمورین، توشیع قوانین، قوای مسلح مجهز، تشکیل احزاب سیاسی، تعاونی‌ها و اتحادیه‌های صنفی، مطابع، میدان‌های هوایی، محلات رهایشی، شرکت صادراتی قالین، قره قل و غیره می‌باشد. در آن‌زمان افغانستان از لحاظ تولیدات کشاورزی متکی به‌خود بوده و سالانه صادرات خشک‌میوه‌ها تازه پوست قالین و گیاهان‌دارویی را داشت؛ که توازن اقتصاد کشور را مستحکم و حفظ نموده بود. در طول سلطنت محمد ظاهرشاه نرخ ارزها ثابت بوده از ۳۴ افغانی هیچگاه بلند نرفته‌است. تشکیل سرای صرافی شهزاده مشکلات هزاران تاجرین و سایر افغان‌ها را حل‌کرده‌است که هم‌اکنون نیز این بازار موجود است.

### رشد صنعت در زمان داود خان

ظروف سفالی استالفی

داود خان شخص مقتدر و سیاست‌مدار افغانستان بود. او در طول حکومت محمد ظاهر شاه اردو افغانستان را مجهز به سلاح مدرن روسی نمود. محمد داود خان در زمان حکومت خود در توسعه اقتصاد و پروژه‌های عام‌المنفعه کمک زیاد نمود. وی طرح ۲۵ ساله توسعه را در عمران کشور روی دست گرفت، پروژه اعمار تلویزیون افغانستان، سروی خط آهن از اسلام قلعه تورغندی قندهار غزنی تا کابل، طرح میدان هوای دشت قلعه لوگر، استخراج مس عینک، سد برقی، آسفالت سرک کابل گردیز و غیره را در پیش گرفت. داوود خان در ۷ ثور سال ۱۳۵۷ توسط افسران کودتا چی کشته شد.

### رشد صنعت از سال ۱۹۷۸–۲۰۰۱
افغانستان از سال ۱۳۵۷ الی ۱۳۸۰ نه تنها رشد نموده بلکه به دلیل جنگ‌های داخلی آنچه که ساخته شده بود نیز ویران گردید.

### رشد صنعت پس از سال ۲۰۰۲
پس از سال ۲۰۰۲ بخاطر توجه کشورهای جهان افغانستان از صفر در مسیر رشد پا نهاده و وضع اقتصادی بهتر پیدا نمود. پس از این سال در حصه سرک‌سازی، احداث پروژه‌های برق‌آبی، خورشیدی و باد، معماری، صنایع دستی و ماشینی خدمات ارزنده صورت گرفت. پروژه‌های مرغ‌داری و زنبورداری وضع بهتری یافته‌است. در وضیعت مطبوعات تب و نشر، و اطلاعات جمعی تفاوت خیلی ارزنده به‌وجود آمده‌است. صدها مدرسه و مکتب و ده‌ها دانشگاه تأسیس گردیده‌است. به هزاران پروژه رهایشی خصوصی بنا شد. وضع مخابرات به کلی بهتر شد. به اساس ارقام اداره سرمایه‌گذاری افغانستان از سال ۲۰۰۳ تا ۲۰۱۱ میلادی ۲۵۲۶۵ شرکت داخلی و ۳۸۵۴ شرکت خارجی ثبت شده که میزان سرمایه‌گذاری آن‌ها در بخش‌های مختلف در افغانستان، به بیشتر از ۵٬۲۵۵ میلیارد دلار می‌رسد. در ۱۳۸۴٫۹٫۱۵ قانون سرمایه‌گذاری افغانستان در ۹ فصل ۳۳ماده تصویب گردید تا در کشور صنعت رشد نماید.

## صنایع ماشینی
| شماره | فابریکه       | بخش             | ظرفیت مطلوب              | ظرفیت موجود              | نوع        |
| ----- | ------------- | --------------- | ------------------------ | ------------------------ | ---------- |
| ۱     | نساجی بلخ     | پارچه نخی       | ۲۲ میلیون مترمربع        | ۳۰ تُن در سال             | تصدی       |
| ۲     | نساجی پلخمری  | پارچه نخی       | ۲۴ میلیون مترمربع        | ۱۶ تُن در سال             | شرکت سهامی |
| ۳     | کود مزارشریف  | کود یوریا       | ۱ میلیون تُن در سال       | ۸۷۶ هزارتُن در سال        | تصدی       |
| ۴     | سمنت غوری اول | سمنت            | ۴ میلیون تُن در سال       | ۳ میلیون تُن در سال       | خصوصی      |
| ۵     | سمنت غوری دوم | سمنت            | ۱۰ میلیوت تُن در سال      | ۹ میلیون تُن در سال       | خصوصی      |
| ۶     | سپین زر کندز  | پنبه محلوج روغن | ۱۱۰ هزارتُن در سال        | ۶۰ هزارتُن در سال         | تصدی دولتی |
| ۷     | جن و پرس بلخ  | پنبه محلوج روغن | ۴۰ هزارتُن در سال         | ۱۲ هزارتُن در سال         | تصدی دولتی |
| ۸     | سیلوی بلخ     | نان و آرد       | ۲٫۲ میلیون تن آرد در سال | ۱٫۵ میلیون تُن آرد در سال | تصدی دولتی |
| ۹     | سیلوی پلخمری  | نان و آرد       | ۴۰ هزارتُن نان            | ۱۶ هزارتُن آرد در سال     | تصدی دولتی |
| ۱۰    | حجاری هلمند   | مرمر و مبلمان   | ۱۰ هزارتُن در سال         | ۶ هزارتُن در سال          | شرکت مختلط |

}